# CBGB's and the Birth of U.S. Punk
Vous lisez un « bon article » labellisé en 2018.
CBGB's and the Birth of U.S. Punk est une compilation musicale sortie le 8 avril 2002. Elle se focalise principalement sur des groupes venus jouer au CBGB, un club new-yorkais situé dans le quartier de Bowery qui est associé à l'émergence du punk rock aux États-Unis. Son fondateur et propriétaire, Hilly Kristal, se rend à Londres en 2002 pour promouvoir la sortie de l'album, alors que des groupes comme The Hives et The Strokes mettent au goût du jour le son du CBGB.
La compilation est composée de dix-huit titres sélectionnés par le critique de rock britannique Johnny Chandler. En soixante-trois minutes et dix secondes, elle retrace l'histoire du punk rock américain, depuis ses origines dans le garage rock jusqu'à la formation de groupes tels que les Ramones, Television et Suicide. Décrite notamment comme une « leçon d'histoire », plusieurs critiques musicaux la recommandent à ceux qui s'intéressent aux origines du punk.

## Contexte et publication

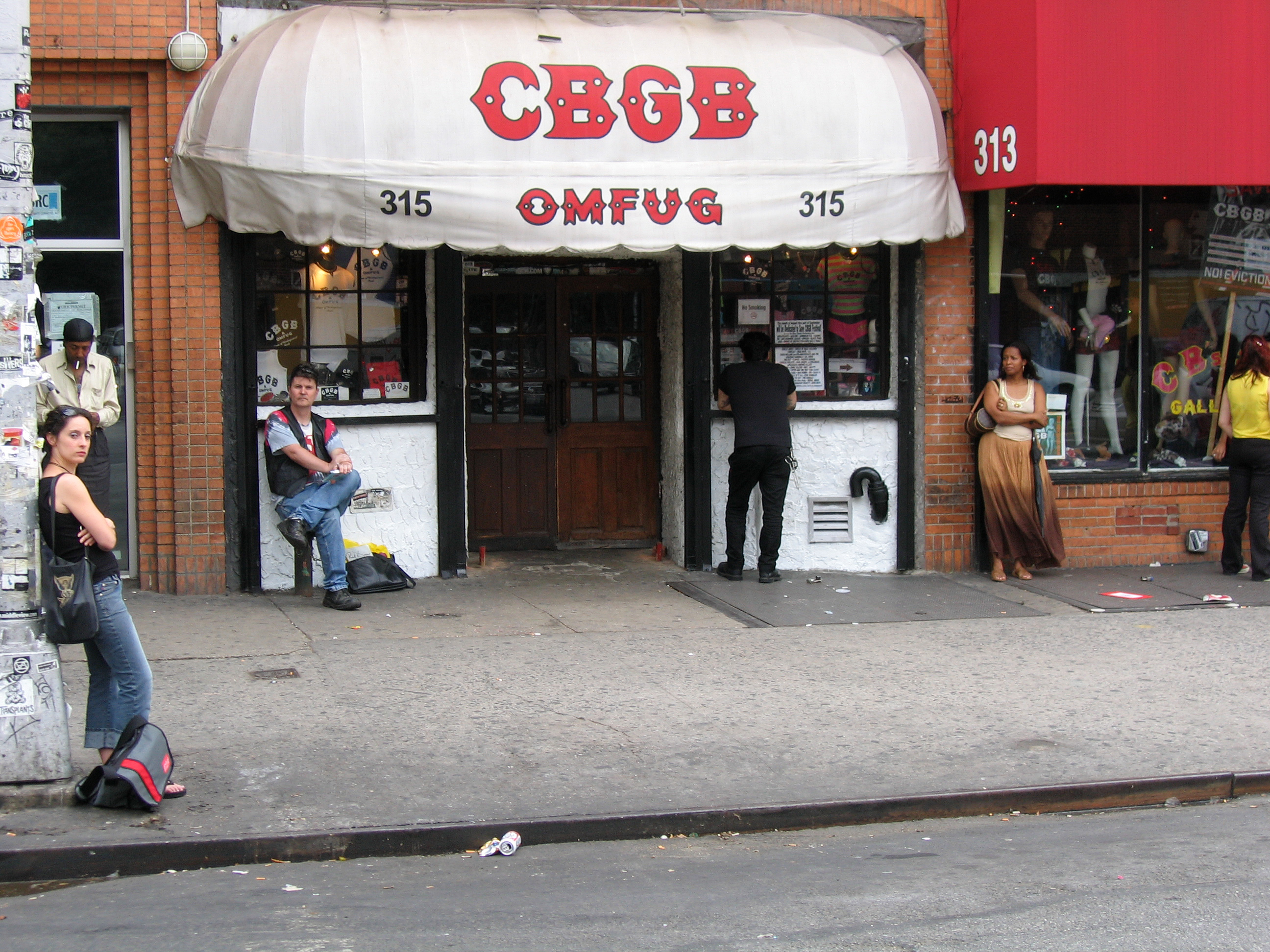
Façade du CBGB en 2005.

Le club new-yorkais CBGB ouvre en 1973 dans le quartier de Bowery,. Il ouvre dans un premier temps ses portes aux amateurs de country, folk, bluegrass et blues (d'où le nom CBGB),. Le projet se révèle être un échec et le club est contraint d'accueillir des groupes venant d'autres horizons musicaux pour éviter de faire faillite,. Television, les Ramones, Blondie et d'autres formations similaires viennent tour à tour se produire au club,. Le CBGB est à partir de là associé à l'émergence de la scène punk rock américaine,. Il est depuis considéré comme un club « légendaire »,,.
Les groupes venus jouer au club au milieu des années 1970 inspirent la scène punk britannique apparue en 1976–1977. Des groupes comme The Hives et The Strokes publient vingt-cinq ans plus tard des albums qui mettent au goût du jour le son du CBGB. Dans le même temps, en 2002, le fondateur et propriétaire du club Hilly Kristal se rend à Londres pour promouvoir la sortie de la compilation CBGB's and the Birth of U.S. Punk,. L'album sort quelques semaines après l'intronisation des Ramones et de Talking Heads au Rock and Roll Hall of Fame. Elle est publiée le 8 avril 2002 par Ocho Records, un label d'Union Square Music.

## Contenu
Les différents titres de CBGB's and the Birth of U.S. Punk ont été choisis par le critique de rock britannique Johnny Chandler, qui est aussi l'auteur des notes d'accompagnement de la compilation. Il affirme dans le livret que « cet album a pour but de rendre hommage à [Hilly Kristal], à son club et à son engagement sans relâche pour promouvoir la liberté d'expression. » CBGB's and the Birth of U.S. Punk propose dix-huit titres qui retracent l'histoire du punk rock américain, depuis ses origines dans le garage rock jusqu'à l'émergence de groupes comme les Ramones, Television et Suicide,,. En soixante-trois minutes et dix secondes, la compilation explore six chansons de punk rock et douze de garage rock. Elle se focalise principalement sur des groupes venus jouer au CBGB tels que les Ramones, Television, Blondie, Dead Kennedys et The New York Dolls. Cependant, l'album remonte chronologiquement jusqu'au milieu des années 1960 avec des groupes comme The 13th Floor Elevators, The Seeds et The Sonics,. Il contient surtout des « classiques », mais aussi une version live de Friction par Television, ainsi qu'une démo de Judy Is a Punk des Ramones,.

## Analyse
La compilation reflète globalement le côté grossier et nihiliste du punk rock. L'ambiance générale de CBGB's and the Birth of U.S. Punk, qualifiée de « sombre et souvent discordante », aborde des thèmes comme l'art, le nihilisme et l'héroïne. Les dix-huit titres sont énergiques et incitent, selon le magazine Q, au divertissement hédoniste. Tout au long de la compilation, la musique oscille entre garage rock des années 1960, acid punk et des chansons de groupes pionniers tels que Iggy and the Stooges, New York Dolls et The Modern Lovers. Les chansons de l'album représentent les principaux aspects du punk, avec par exemple l'incitation au pogo de Judy Is a Punk et le cynisme de Blank Generation. I'm Waiting for the Man, enregistré dix ans avant la véritable naissance du punk, possède quant à lui un son très « brut », tandis que Heart of Darkness de Pere Ubu rappelle un Joy Division de 1975. L'atmosphère du CBGB se reflète dans des chansons comme la version live de Friction par Television.

## Accueil critique
Pour le magazine Mojo, CBGB's and the Birth of U.S. Punk est « un hommage sans faille » au punk rock américain et au CBGB, qui documente très bien le genre jusqu'à ses origines. Eric Carr du site musical Pitchfork le décrit tour à tour comme « un très bon album », « une très bonne leçon d'histoire » et « une lettre d'amour à une époque. » Il souligne également la présence de groupes restés « loin de la lumière des projecteurs » comme The Sonics et The Dead Boys. Le site Music in Belgium estime que la compilation « est un must si vous voulez comprendre ce qui se passe aujourd'hui en remontant aux origines du punk » et pense qu'elle « intéressera aussi ceux qui ont connu cette période historique. »
Uncut la considère comme « une fantastique anthologie » et relève des similitudes entre certains titres de l'album et ceux du groupe américain The Strokes. Q la décrit comme « éclectique » et pense qu'il s'agit d'« une leçon d'histoire essentielle pour ceux qui s'intéressent aux racines du punk ». Le magazine trouve que la compilation vaut la peine d'être achetée rien que pour la reprise de Louie Louie par The Sonics. Selon un journaliste du Wessex Scene, l'album « nous rappelle que nos amis américains n'utilisaient pas toujours le mot « punk » pour rien ». Dans le magazine Kerrang!, Mark Griffiths recommande l'album à ceux qui souhaitent découvrir de qui The Strokes et The Hives s'inspirent.
Music in Belgium et Uncut s'étonnent tous deux de l'absence de Patti Smith et de Talking Heads tandis que le journal britannique The Independent déplore l'absence de groupes comme Count Five, MC5 et The Standells. Andy Strickland de dotmusic s'interroge quant à lui sur la pertinence de remonter jusqu'en 1965 avec le groupe The Seeds, même s'il considère la compilation comme une « parfaite introduction » au punk américain. Jamie O'Meara de Hour Community note une qualité de son médiocre mais recommande tout de même la compilation pour les titres proposés. Pour Eric Carr de Pitchfork, il est « stupide » que les titres de la compilation n'aient pas été classés par ordre chronologique. Il trouve aussi certaines chansons de l'album « minables ». Mark Deming d'AllMusic constate une erreur au niveau de la version live de Friction par Television : elle n'a pas été enregistrée au CBGB, mais dans un autre club américain nommé My Father's Place.

## Pistes
| No  | Titre                                    | Groupe                                 | Durée |
| --- | ---------------------------------------- | -------------------------------------- | ----- |
| 1.  | I'm Waiting for the Man                  | The Velvet Underground                 | 4:38  |
| 2.  | Louie Louie                              | The Sonics                             | 2:55  |
| 3.  | Excuse, Excuse                           | The Seeds                              | 2:20  |
| 4.  | Slip Inside This House                   | The 13th Floor Elevators               | 8:03  |
| 5.  | Trash (en)                               | New York Dolls                         | 3:08  |
| 6.  | Tight Pants                              | Iggy and the Stooges                   | 2:12  |
| 7.  | Agitated                                 | Electric Eels                          | 2:09  |
| 8.  | Speed Queen                              | Suicide                                | 2:29  |
| 9.  | Heart of Darkness                        | Pere Ubu                               | 4:46  |
| 10. | Blank Generation                         | Richard Hell and the Voidoids          | 2:55  |
| 11. | Friction (live)                          | Television                             | 4:59  |
| 12. | I Had Too Much to Dream Last Night       | Wayne County and the Electric Chairs   | 4:18  |
| 13. | Rip Her to Shreds (en)                   | Blondie                                | 3:20  |
| 14. | California Über Alles                    | Dead Kennedys                          | 3:03  |
| 15. | Sonic Reducer (original mix)             | The Dead Boys                          | 3:00  |
| 16. | Judy Is a Punk (original 1975 demo) (en) | Ramones                                | 1:37  |
| 17. | Born to Lose (lost '77 mix)              | Johnny Thunders and the Heartbreakers  | 3:05  |
| 18. | Roadrunner (Once)                        | Jonathan Richman and the Modern Lovers | 4:03  |